# Rhodophthitus barlowi
Rhodophthitus barlowi är en fjärilsart som beskrevs av Louis Beethoven Prout 1924. Rhodophthitus barlowi ingår i släktet Rhodophthitus och familjen mätare. Inga underarter finns listade.